# Ласпі
Ла́спі (крим. Laspi) — бухта на Південному березі Криму, неподалік від Фороса у бік Севастополя. Обмежена мисом Сарич зі сходу і заповідником Айя — із заходу. Умовно має поділ на дві частини — Батилиман і Ласпі.
З 7 вересня 2023 року місцевість передана до Бахчисарайського району Автономної Республіки Крим.
Зупинка «Ласпі» знаходиться на тридцятому кілометрі траси Ялта-Севастополь, за 30 км від Севастополя і 40 від Ялти, від цієї зупинки йде дорога до самої бухти. Відстань від траси до безпосередньо Ласпі близько 5 км.
Бухта отримала назву від грецького села Ласпі, яке знаходилось за декілька кілометрів на північ від бухти між горами Шабурла (545 м) та Мачук (624,7 м) вище сучасної траси Ялта-Севастополь.
Слово ласпі перекладається з грецької як бруд, багно (грец. Λάσπη 'бруд'). Місце, де знаходилося кримське село Ласпі, очевидно, відрізнялося багнистим, болотистим ґрунтом.

## Географія

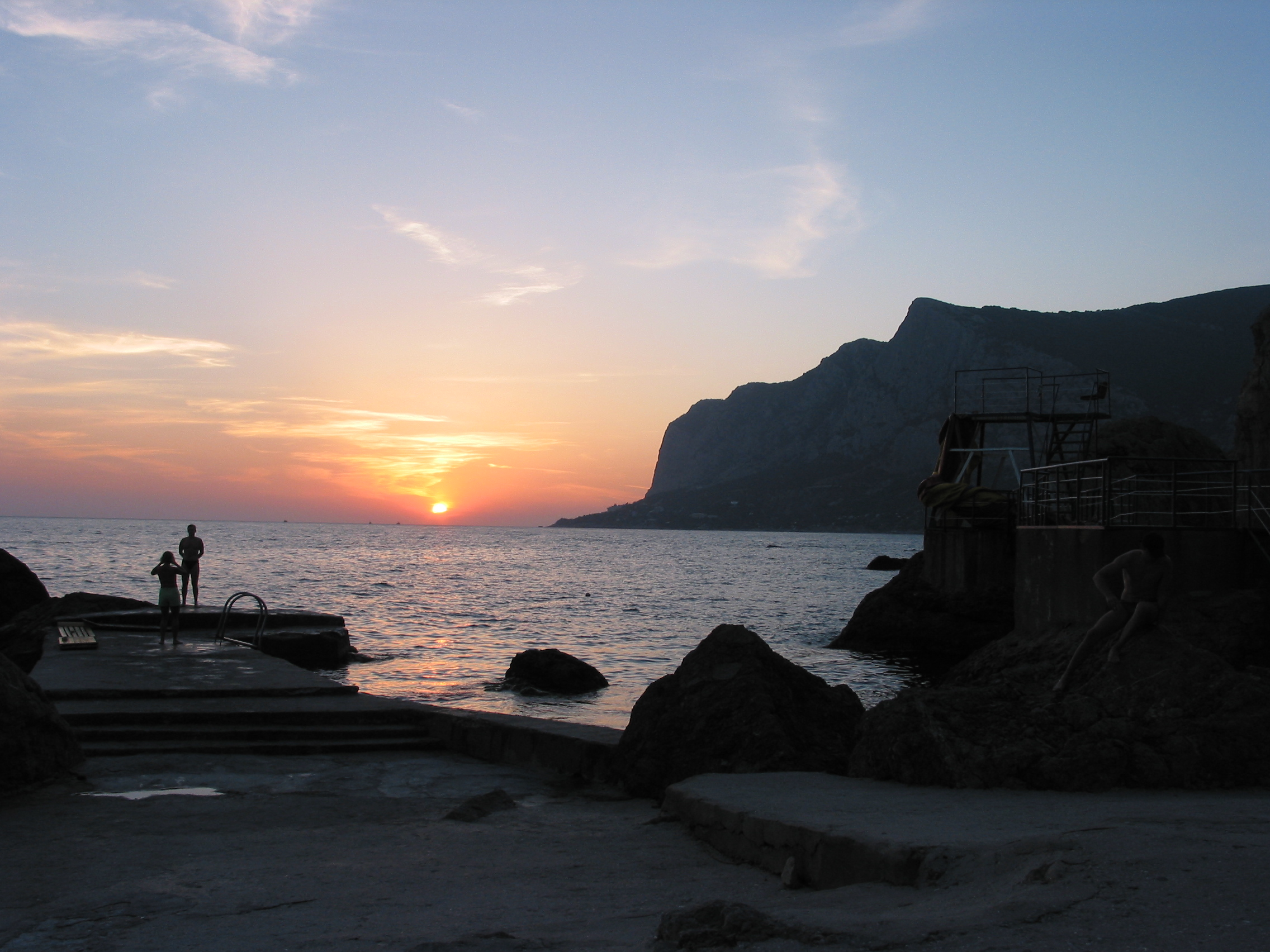
Захід Сонця у бухті Ласпі

Від західних і північних вітрів бухту захищає гора Куш-Кая (663 м), а від східних — гірський хребет Каланих-Кая (625 м) і гора Іллі, або Атанаса (739 м). Завдяки цьому для Ласпі характерний власний мікроклімат — в дикому вигляді росте рід субтропічних рослин і зустрічається багато реліктових і ендемічних видів. У Ласпі росте суничник дрібноплідний, ялівець високий, сосна Станкевича, півонія кримська занесені до Червоної книги, рідкісний мешканець кримських лісів піраканта яскраво-червона, іглиця понтійська, жасмин, ладанок. За даними вчених Таврійського національного університету імені В. І. Вернадського з 36 видів орхідей Криму 16 орхідей виростають в урочищі Ласпі. Серед них булатка довголиста, декількка видів зозулинців і рідкісна комперія Компера.
Акваторія від Фороса до мису Айя — західного краю Ласпінської бухти, вважається однією з найбільш екологічно чистих в Чорному морі.

## Відпочинок
Бухта Ласпі є традиційним курортом, який набув популярності ще за радянських часів. Вздовж берега йде півторакілометровий галечний пляж. Він поділений між місцевими санаторіями і облаштований. Там, де скелі підходять до самого берега, залишилися невеличкі дикі пляжи, які зазвичай використовують туристи.
Популярною розвагою в Ласпі є підводне плавання, чому сприяють природні умови бухти — дуже чиста вода, багато каменів та скель на дні, оброслих водоростями та мідіями. За 300 метрів від Саричу на приблизно десятиметровій глибині розташований так званий «кам'яний сад» — скупчення каменів, що увтроюють справжній лабіринт з гротами та западинами.

## Археологія
Раніше навколо Ласпі було багато джерел, а сама вона була густо заселена з часів палеоліту. Ласпі-7 відома стоянкою середньокам'яної доби.
На березі бухти колись знаходилося середньовічне місто[джерело?], від якого залишилися залишки будівель, стін та храмів. Однак в 1790 році стався сильний землетрус після якого більшість джерел висохли, після цього люди покинули Ласпі і бухта майже збезлюділа.